# Shannon Falls Provincial Park

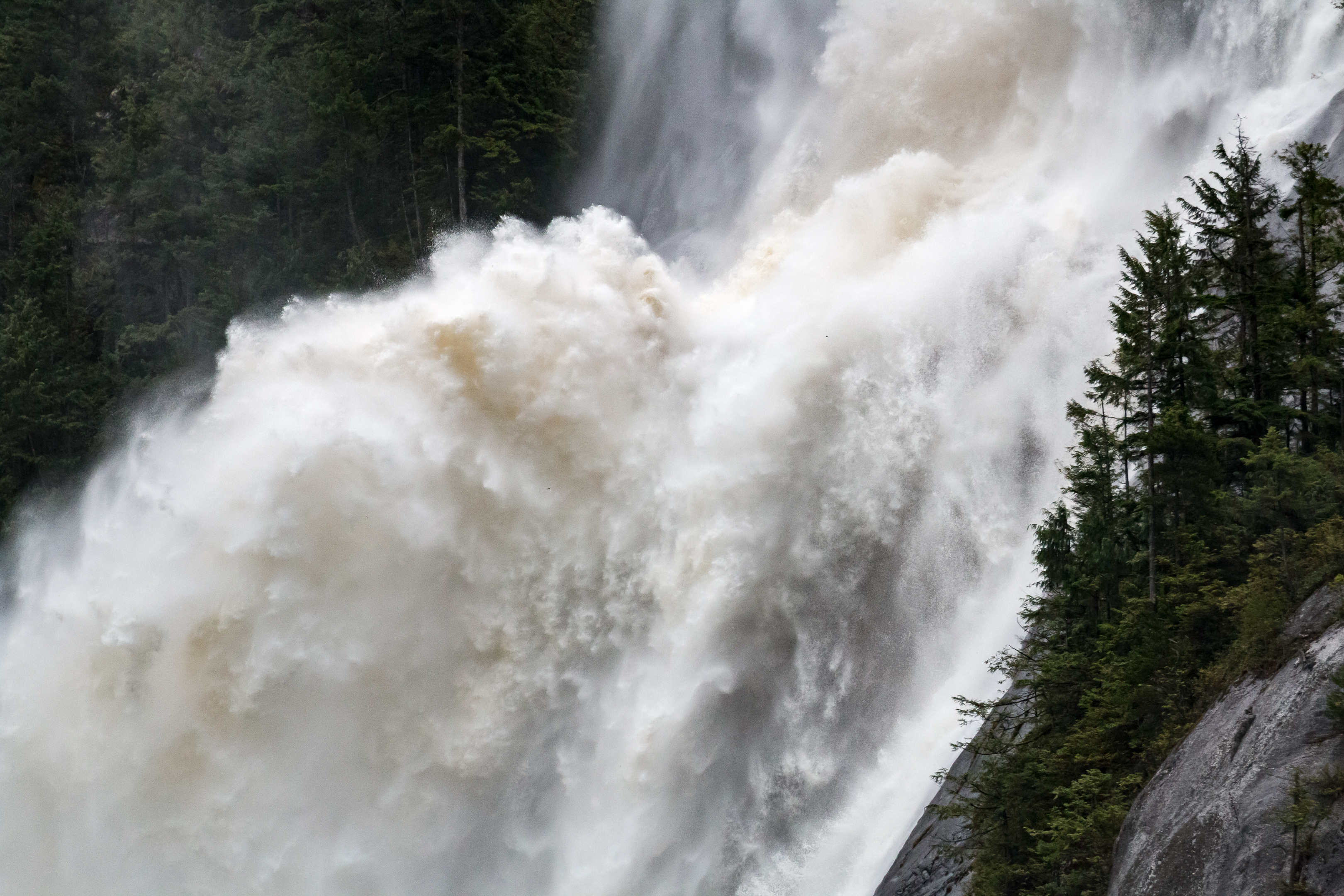
Die Shannon Falls nach starken Regenfällen

Shannon Falls Provincial Park ist ein Provincial Park in British Columbia in Kanada. Der 87 Hektar große Park liegt zwei Kilometer südlich von Squamish am Highway 99 im Squamish-Lillooet Regional District.
Der Park liegt im Bereich des im September 2021 neu eingerichteten Biosphärenreservat Atl'ka7tsme/Howe Sound, einem der drei UNESCO-Biosphärenreservate in der Provinz.

## Allgemeines
Hauptattraktion sind die Shannon Falls, die mit 335 Metern die dritthöchsten Wasserfälle British Columbias sind. Der Shannon Creek stürzt in mehreren Stufen in die Tiefe, der Hauptfall hat eine Höhe von 198 Metern. Die Fälle werden vom Wasser vom Mount Habrich und vom Mount Sky Pilot gespeist. Nördlich an den Park grenzen der Stawamus Chief Provincial Park und der Murrin Provincial Park.
Bei dem Park handelt es sich um ein Schutzgebiet der Kategorie III (Naturdenkmal).

## Geschichte
Die Fälle wurden nach einem William Shannon benannt, der das umliegende Land 1890 aufkaufte, um hier Ziegel zu brennen. 1900 verkaufte er das Land an die Britannia Copper Mine. Später diente das Land als Lager für die Arbeiter, die beim Highwaybau beschäftigt waren. Die Brauerei Carling O’Keefe, die das klare Wasser zum Bierbrauen verwendete, kaufte das Land 1976 und spendete es 1982 der Provinz.

## Kulturelle Bedeutung
Für die hier lebende Squamish First Nation hat der Park eine spirituelle Bedeutung. Ihren Legenden nach lebte im Howe Sound eine zweiköpfige Schlange namens Say-Noth-ka, die sich sowohl im Wasser als auch an Land bewegen konnte. Sie soll die Shannon Falls geformt haben, als sie immer wieder den Berg emporkroch und so die Rinne für die Fälle formte.

## Benachbarte Parks
Die nächstgelegenen Provincial Parks im Sea-to-Sky Corridor sind, in Richtung Norden entlang dem Highway 99, unmittelbar der Stawamus Chief Provincial Park, dann der Alice Lake Provincial Park und später der Brandywine Falls Provincial Park. In Richtung Süden ist der nächste Park der Murrin Provincial Park und dann der Porteau Cove Provincial Park. Richtung Westen liegen der Brackendale Eagles Provincial Park und der Tantalus Provincial Park. Östlich des Alice Lake Provincial Park liegt der Garibaldi Provincial Park.

## Trivia
- Die Shannon Falls und die umgebenden Wälder dienen häufig als Filmkulisse, unter anderem in Breaking Dawn – Biss zum Ende der Nacht, Teil 1.[4]
- Anfang Juli 2018 starb ein YouTube-Vlogging-Trio am Wasserfall, als eine der drei Personen an einem Becken 30 Meter in die Tiefe stürzte und die beiden anderen hinterher sprangen, um ihr zu helfen.[5]